# Notogomphus cottarellii
Notogomphus cottarellii är en trollsländeart som beskrevs av Carlo Consiglio 1978. Notogomphus cottarellii ingår i släktet Notogomphus och familjen flodtrollsländor. IUCN kategoriserar arten globalt som starkt hotad. Inga underarter finns listade i Catalogue of Life.